# Premna octonervia
Premna octonervia là một loài thực vật có hoa trong họ Hoa môi. Loài này được Merr. & F.P.Metcalf miêu tả khoa học đầu tiên năm 1939.